# Valderice
Valderice es una localidad italiana de la provincia de Trapani, región de Sicilia, con 12.086 habitantes.

Ubicación de la ciudad de Valderice dentro de la provincia de Trapani.

## Evolución demográfica
| Gráfica de evolución demográfica de Valderice entre 1861 y 2001 |
|                                                                 |
| Fuente ISTAT - Elaboración gráfica por parte de Wikipedia       |